# Jeffrey J. W. Baker
Jeffrey John Wheeler Baker (* 2. Februar 1931 in Montclair (New Jersey)) ist ein US-amerikanischer Biologe und Autor von Lehrbüchern über Biologie.
Baker studierte an der University of Virginia mit dem Bachelor-Abschluss 1953 und dem Master-Abschluss 1959. Danach war er Wissenschaftler in der Forschungsabteilung für religiöse Studien in Charlottesville (Virginia), 1953/54 Qualitätkontrolleur in der Nahrungsmittelfirma Libby, McNeill & Libby, 1954 bis 1962 Biologielehrer in Mt. Hermon in Massachusetts und 1962 bis 1966 und ab 1969 Lecturer an der Wesleyan University. 1975 bis 1982 war er Senior Fellow im Science and Society Program. 1966 bis 1968 war er pädagogischer Direktor in der Kommission für Undergraduate Education in Biologie und 1966 bis 1968 Visiting Associate Professor an der George Washington University und 1968/69 Professor an der University of Puerto Rico.
1985 war er Gastprofessor an der Washington University in St. Louis.
Er befasste sich mit Entwicklungsbiologie von Amphibien, Religion und Naturwissenschaft, Lehre der Biologie und ist Autor bzw. Ko-Autor vieler Lehrbücher, teilweise mit Garland E. Allen
Er ist Mitglied der American Association for the Advancement of Science.

## Schriften (Auswahl)
Mit Garland E. Allen:
- Matter, energy, and life; an introduction for biology students, Addison-Wesley 1965
- The Study of Biology, Addison-Wesley 1967
- Hypothesis, prediction, and implication in biology, Addison-Wesley 1968
- Scientific Process and Social Issues in Biology Education, Springer 2002